# پایگاه داده چندریختی تک نوکلئوتید
پایگاه داده چندریختی تک‌نوکلئوتید (انگلیسی: Single Nucleotide Polymorphism Database) یک بایگانی رایگان همگانی برای تنوع ژنتیکی در گونه‌های مختلف است که توسط مرکز ملی اطلاعات زیست‌فناوری (NCBI) و با همکاری مؤسسه ملی تحقیقات ژنوم انسان (NHGRI) راه‌اندازی شده است. با آنکه نام این وبگاه حاکی از وجود تنها یک نوع چندریختی (چندریختی تک-نوکلئوتید) است، اما در واقع محتوی انواع متفاوتی از گوناگونی‌های مولکولی است: (۱) چندریختی تک-نوکلئوتید، (۲) چندریختی‌های حذف و جایگیری‌های کوتاه یا indels/DIPs (۳) نشانگرهای میکروساتلیت یا توالی‌های تکراری کوتاه (STRs) (۴) چندریختی‌های چند نوکلئوتید (۵) توالی‌های هتروزیگوت (۶) گوناگونی‌های شناخته‌شده. این وبگاه همچنین چندریختی‌های خنثی، چندریختی مرتبط با فنوتیپ‌های شناخته‌شده و نواحی بدون واریاسون را هم می‌پذیرد.
پایگاه داده چندریختی تک‌نوکلئوتید در سپتامبر ۱۹۹۸ و به عنوان مکملی برای ژن‌بانک مرکز ملی اطلاعات زیست‌فناوری (بایگانی عمومی توالی‌های نوکلئیک اسید و پروتئین‌ها) ایجاد شد.
در سال ۲۰۱۷ میلادی، مرکز ملی اطلاعات زیست‌فناوری جمع‌آوری اطلاعات غیرانسانی را متوقف کرد. نسخهٔ ۱۵۳ این پایگاه داده (اوت ۲۰۱۹) حاوی ۲ میلیارد ارسال دادهٔ ژنی است که حاکی از وجود بیش از ۶۷۵ میلیون گوناگونی در انسان خردمند است.